# Б-90 «Саров»
Б-90 «Саров» — опытовая российская дизель-электрическая подводная лодка, единственный корабль проекта 20120 «Сарган». Подводная лодка предназначена для испытаний новых образцов вооружения и военной техники, построена на заводах «Красное Сормово» и «Севмаш». 26 мая 2007 года приказом Главнокомандующего Военно-морского флота России № 025 подводной лодке присвоено почётное наименование «Саров». Спущена на воду в декабре 2007 года. 7 августа 2008 года подписан приёмный акт и поднят флаг ВМФ России. В составе Северного флота.

## История строительства
«Саров» создан на базе корпуса экспериментальной подлодки проекта «Сарган», заложенной в конце 1980-х годов, но так и не достроенной после распада СССР, корпус от которой был доставлен на Севмаш в 2003 году.

## История службы
В 2008 году подводная лодка вступила в строй, зачислена в 339-ю бригаду строящихся и ремонтирующихся подводных лодок Беломорской ВМБ с базированием на Северодвинск.
В некоторых источниках сообщалось, что на субмарине может быть установлен малогабаритный ядерный реактор.
В публикации газеты «Известия» от 30.10.12 сообщается, что «Саров» оборудован воздухонезависимой энергетической установкой (ВНЭУ) на водородном топливе, которая, в случае успешных испытаний, будет установлена на лодках проекта 677.
В декабре 2016 года американская разведка сообщила о испытании подводного беспилотного аппарата с ядерной силовой установкой «Статус-6», запущенного из подводной лодки «Саров» 27 ноября.

## Командиры
- 2006—2010: С. В. Крошкин
- 2010—?? А. Ниндаков